# Comesperma lanceolatum
Comesperma lanceolatum là một loài thực vật có hoa trong họ Polygalaceae. Loài này được (R.Br.) Benth. mô tả khoa học đầu tiên năm 1863.